# Шеметово (Ивановский район)
Шеметово (укр. Шеметове, с 1939 по 2016 гг. — Щорсово) — село, относится к Ивановскому району Одесской области Украины.
Население по переписи 2001 года составляло 146 человек. Почтовый индекс — 67231. Телефонный код — 4854. Занимает площадь 0,653 км². Код КОАТУУ — 5121880706.

## Местный совет
67231, Одесская обл., Ивановский р-н, с. Белка, переул. Школьный, 9